# Darwins Bogen

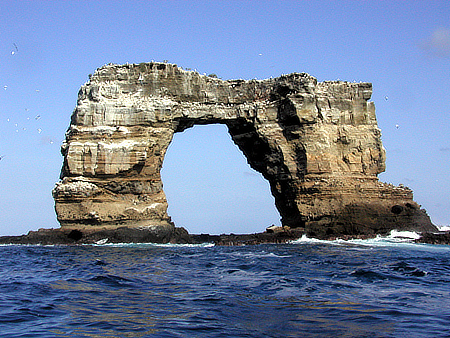
Darwins Bogen, Aufnahme von 2006

Darwins Bogen (spanisch Arco de Darwin) war ein Bogenfelsen im Südosten der Isla Darwin der Galapagosinseln im Pazifischen Ozean, der nach Charles Darwin benannt wurde. Der Bogenfelsen befand sich etwa einen Kilometer vor der Insel im Pazifik auf einem unregelmäßig geformten, felsigen Plateau mit dem Spitznamen Theater. Der Bogen gipfelte in einer Höhe von etwa achtzehn Metern und war von mehreren Riffen umgeben. Darwins Bogen stürzte am 17. Mai 2021 um 11:20 Uhr Ortszeit aufgrund natürlicher Erosion ein; zurück blieben zwei von den Riffen umgebene Felssäulen. Wind und Wasser hätten dem Bogenfelsen zugesetzt, erklärte das ecuadorianische Umweltministerium.